# Robert Rittmeyer
Robert Rittmeyer (* 19. September 1868 in St. Gallen; † 5. April 1960 in Zürich, heimatberechtigt in St. Gallen und Winterthur) war ein Schweizer Architekt.

## Leben
Robert Rittmeyer kam am 19. September 1868 in St. Gallen als Sohn des Stickereifabrikanten Robert Bartholomäus Rittmeyer und der Bertha geborene Jenny zur Welt. Rittmeyer nahm ein Studium der Architektur in Winterthur, Budapest, München, Paris, Brüssel sowie Stuttgart auf, das er ebendort 1893 mit dem Diplom abschloss.
In der Folge war Rittmeyer von 1896 bis 1899 als Lehrer an der Baugewerkschule in Köln, daran anschliessend bis 1933 am Technikum Winterthur tätig. Zudem stand er dem Kunstverein Winterthur zwischen 1907 und 1912 als Präsident vor und war Vorstandsmitglied des Zürcher Heimatschutzes. In den Jahren 1905 bis 1933 bildete er in Winterthur eine Architektengemeinschaft mit Walter Furrer.
Robert Rittmeyer, ein Neffe des Malers Emil Rittmeyer, heiratete im Jahr 1897 Johanna, die Tochter des Georg Friedrich Heinrich Gross. Seine Nichte war Dora Fanny Rittmeyer. Robert Rittmeyer verstarb am 5. April 1960 in seinem 92. Lebensjahr in Zürich.
Robert Rittmeyers Frühwerk ist historistisch geprägt. Nach 1906 schuf er mit Furrer bedeutende Architektur und Raumkunst am Übergang des Jugendstils zum Heimatstil, später neoklassizistische Bauten.

## Werke
- Psychiatrische Klinik Herisau, 1906–1908
- Villa Flora in Winterthur, 1907
- Reformierte Kirche in Brütten, 1907–1908
- Schlachtdenkmal in Morgarten, 1908
- Friedhof Rosenberg in Winterthur, 1913–1914
- Museums- und Bibliotheksgebäude in Winterthur, 1913–1916
- Siedlung Sommerhalde in Winterthur, 1920
- Haus zur Geduld (Umbau) in Winterthur, 1921–1922
- Verwaltungsgebäude Gebrüder Volkart in Winterthur, 1927–1928

## Archive
- Stadtarchiv Winterthur, Stadtbibliothek Winterthur: Teilnachlässe